# Stoftvirvel

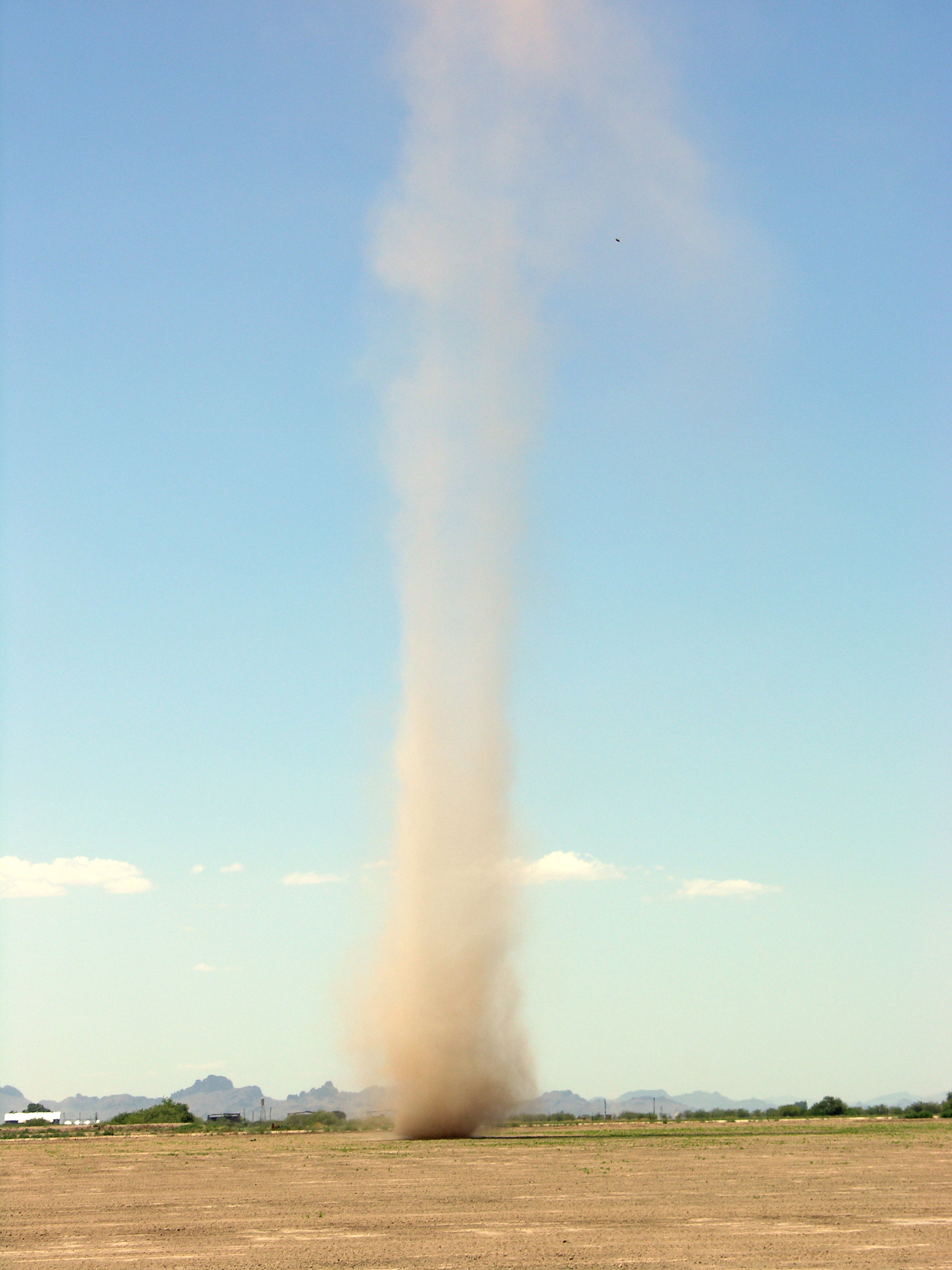
En stoftvirvel, "dust devil", i Arizona i USA.

En stoftvirvel är en stark, sammanhållen och relativt långlivad virvelvind som kan vara allt från ett par meter hög till mer än 1 000 meter hög och med en primär rörelse uppåt. Stoftvirvlar är vanligen ofarliga, men kan ibland bli tillräckligt stora för att utgöra ett hot mot både människor och egendom.